# Wildflowers (альбом Джуди Коллинз)
Wildflowers — шестой студийный альбом американской певицы Джуди Коллинз, выпущенный в октябре 1967 года на лейбле Elektra Records.

## Об альбоме
На альбоме представлены песни «Since You Asked», «Sky Fell» и «Albatross», написанные лично Коллинз. Также на альбоме можно найти песни Леонарда Коэна и Джони Митчелл. Ещё на альбоме присутствуют две песни на иностранном языке: итальянская средневековая «Lasso! di Donna» авторства Франческо Ландини и французская «La chanson des vieux amants» авторства Жака Бреля.
Альбом был аранжирован Джошуа Рифкиным и спродюсирован Марком Абрамсоном.
Песня «Albatross» была использована в 1968 году в фильме «Если бы не розы».

## Коммерческий приём
Альбом занял 5 место в Billboard Top LP’s, на сегодняшний день это лучший результат для певицы. В 1969 году Американская ассоциация звукозаписывающих компаний присвоила альбому золотую сертификацию.
Сингл «Both Sides Now» попал в первую десятку чартов США и Канады.

## Отзывы критиков
Шон Хэни из AllMusic описал альбом как «успокаивающий, уникальный, естественный», добавив: «Её смесь народной и медитативной музыки рисует гобелен мягких, питательных цветов, который превосходит разум слушателя и ищет душу. Большая часть материала чувствует себя возвышенной и полной духа или даже духовной в какой-то степени. Тем не менее, другие части записи можно рассматривать и ощущать как грустные и угрюмые, что придает записи некоторую ловкость и разнообразие в её способности апеллировать к контрастным настроениям».
Интернет-издание Pitchfork поместило его на 190-е место в списке «200 лучших альбомов 60-х», отметив: «Несмотря на то, что Коллинз была продуктом фолк-сцены Гринвич-Виллидж, предпочитающей акустическую гитару, к этому моменту она пела над пышными оркестровыми аранжировками, а сладкие хоры кларнета и флейты дополняли легкую формальность её собственного голоса. Именно эта формальность может стать камнем преткновения для наслаждения таким альбомом спустя полвека, но пудровая женственность Коллинз в конечном счете безупречно сочетается с нежным натурализмом, который наполняет тексты её песен».

## Список композиций
| №  | Название                                           | Автор(ы)          | Длительность |
| -- | -------------------------------------------------- | ----------------- | ------------ |
| 1. | «Michael from Mountains»                           | Джони Митчелл     | 3:10         |
| 2. | «Since You Asked»                                  | Джуди коллинз     | 2:34         |
| 3. | «Sisters of Mercy»                                 | Леонард Коэн      | 2:31         |
| 4. | «Priests»                                          | Леонард Коэн      | 4:55         |
| 5. | «A Ballata of Francesco Landini — Lasso! di Donna» | Франческо Ландини | 4:34         |

| №                   | Название                                               | Автор(ы)            | Длительность |
| ------------------- | ------------------------------------------------------ | ------------------- | ------------ |
| 1.                  | «Both Sides Now»                                       | Джони Митчелл       | 3:14         |
| 2.                  | «La chanson des vieux amants (The Song of Old Lovers)» | Жак Брель           | 4:40         |
| 3.                  | «Sky Fell»                                             | Джуди Коллинз       | 1:47         |
| 4.                  | «Albatross»                                            | Джуди Коллинз       | 4:51         |
| 5.                  | «Hey, That’s No Way to Say Goodbye»                    | Леонард Коэн        | 3:28         |
| Общая длительность: | Общая длительность:                                    | Общая длительность: | 35:44        |

## Позиции в хит-парадах
| Хит-парад (1967–1968) | Высшая позиция |
| --------------------- | -------------- |
| США (Billboard 200)   | 5              |

| Хит-парад (1969)         | Позиция |
| ------------------------ | ------- |
| США (Billboard Top LP’s) | 74      |

## Сертификации и продажи
| Регион                                                      | Сертификация | Продажи  |
| ----------------------------------------------------------- | ------------ | -------- |
| США (RIAA)                                                  | Золотой      | 500 000^ |
| ^ Данные о тиражах приведены только на основе сертификации. |              |          |